# Югославський олімпійський комітет
Югославський олімпійський комітет — некомерційна організація, яка представляла югославських спортсменів у Міжнародному олімпійському комітеті. ЮОК організовував югославських представників на літніх та зимових олімпійських іграх.
Заснований в 1919 році Франьо Бучарем у Загребі, Хорватія. У 1927 році переїхав у Белград, Сербія. Після розпаду Югославії були організовані комітети-наступники.

## Керівники
Тут перераховані керівники Олімпійських комітетів Югославії, Сербії та Чорногорії; Сербії.
| Ім'я                 | Період      |
| -------------------- | ----------- |
| Франьо Бучар         | 1919 – 1927 |
| Душан Стефановіч     | 1927 – 1931 |
| Стефан Хаджі         | 1931 – 1941 |
| Станко Блоудек       | 1948 – 1950 |
| Душан Корач          | 1950 – 1951 |
| Густав Влахов        | 1951 – 1952 |
| Борис Бакрач         | 1952 – 1960 |
| Міліян Неорічіч      | 1960 – 1964 |
| Зоран Поліч          | 1964 – 1973 |
| Гойко Секуловський   | 1973 – 1977 |
| Джордже Пекліч       | 1977 – 1981 |
| Слободан Філіповіч   | 1981 – 1982 |
| Азем Власі           | 1982 – 1983 |
| Здравко Мутін        | 1983 – 1986 |
| Іван Мецановіч       | 1986 – 1989 |
| Александар Бакочевіч | 1989 – 1996 |
| Драган Кічановіч     | 1996 – 2005 |
| Філіп Цептер         | 2005        |
| Іван Чурковіч        | 2005 – 2009 |
| Влада Дивац          | 2009 –      |

## Наступники
- Олімпійський комітет Боснії і Герцеговини (1992)
- Хорватський олімпійський комітет (1991)
- Македонський олімпійський комітет (1992)
- Олімпійський комітет Чорногорії (2006)
- Олімпійський комітет Сербії (2006)
- Олімпійський комітет Республіки Косово (2003)
- Олімпійський комітет Словенії (1991)